# Botuobinskita
La botuobinskita és un mineral de la classe dels òxids que pertany al grup de la crichtonita. Rep el nom per l'expedició d'exploració geològica de Botuobinsk, que va descobrir la canonada de kimberlita Internatsionalnaya el 1969. El nom està connectat amb la conca del riu Botuobiya, on van començar les obres.

## Característiques
La botuobinskita és un òxid de fórmula química SrFe2+Mg₂(Cr3+₆Ti4+₁₂)[O36(OH)₂]. Va ser aprovada com a espècie vàlida per l'Associació Mineralògica Internacional l'any 2020 i publicada en febrer de 2023. Cristal·litza en el sistema trigonal.
L'exemplar que va servir per a determinar l'espècie, el que es coneix com a material tipus, es troba conservat a les col·leccions del Museu geològic de Sibèria Central, a Novosibirsk (Rússia), amb el número de catàleg: vii-99/1.

## Formació i jaciments
Va ser descoberta a la mina Internatsionalny, situada al districte de Mirninsky (Sakhà, Rússia), sent l'únic a tot el planeta on ha estat descrita aquesta espècie mineral.